# 요네야마촌 (니가타현)
요네야마촌(米山村)은 니가타현 나카쿠비키군에 있던 촌이다.

## 역사
- 1889년 4월 1일 - 정촌제 시행에 수반해 나카쿠비키군 요네야마촌이 성립하였다.
- 1956년 12월 19일 - 가시와자키시에 편입되어 소멸하였다.
- 1957년 1월 1일 - 요네야마촌이 분립해 일부는 조에쓰시에 편입

## 참고문헌
- 『市町村名変遷辞典』東京堂出版、1990年。